# Превлаката
Превлаката е планинска седловина в северната част на Средна Стара планина, между планината Лествица (част от Предбалкана) на север и Златишко-Тетевенска планина (част от Средна Стара планина) на юг, на 42°49′02″ с. ш. 24°17′36″ и. д. / 42.817222° с. ш. 24.293333° и. д.. По нея се прокарва границата между Предбалкана и Главната Старопланинска верига.
Дължината на седловината е около 5 км, надморската височина е 1098 м.
Седловината свързва басейна на река Бели Вит, съответно долината на Костина река и притока ѝ Свинска река на изток с долината на река Черни Вит на запад. През седловината преминава горска пътека, която започва от долината на река Черни Вит (над село Дивчовото), изкачва седловината, слиза в долината на Свинска река, а след това в долината на Костина река, минава покрай лобното място на Георги Бенковски и достига до югозападната махала на село Рибарица.

## Топографска карта
- Лист от карта K-35-37. Мащаб: 1 : 100 000.